# Архиппа
Архиппа (др.-греч. Ἅρχιππος; V век до н. э.) — жена афинского государственного деятеля Фемистокла.

## Биография
Архиппа была дочерью Лисандра из дема Алопека, находившегося к югу от Афин и входящего в филу Антиохиды. По предположению П. Бикнелла, Архиппа была родственницей Аристида  — политического противника Фемистокла.
Архиппа вышла замуж за Фемистокла. В этом браке у супругов родилось несколько детей. Фемистоклу Плутарх приписывает слова, что ему, самому могущественному человеку в Элладе, дает веления жена, которой управляет их ребёнок.
По всей видимости, после осуждения Фемистокла Архиппа с детьми последовала за мужем. 